# Software Requirements Specification
Software Requirements Specification är inom systemutveckling det styrande dokumentet för funktionaliteten av ett datorsystem. I detta fall kan specifikationen tas fram som en del av en verksamhetsstudie, direkt av beställaren eller som ett inlednade steg i systemeringsfasen.